# Roger Franchini
Roger Franchini é um escritor e roteirista brasileiro.

## Biografia
Trabalhou como Investigador de Polícia na Polícia Civil de São Paulo por sete anos.
Entre os anos de 2004 e 2006, manteve o blog CultCoolFreak, onde escrevia crônicas sobre sua vida como policial
Roger Franchini destaca-se no cenário literário policial pela vivacidade de sua narrativa irônica, seca, sarcástica, com diálogos rápidos e riquezas de detalhes sobre o mundo do crime, amplamente amparado em sua experiência como investigador.
Sua primeira obra, o livro "Ponto "Quarenta" (2009), tem uma narrativa não convencional. Começa com pequenas histórias lançadas aleatoriamente sobre o cotidiano de Vital, um investigador de polícia, como se crônicas fossem. Alternando os focos narrativos, em determinado ponto todas as pequenas histórias convergem para uma noveleta, encerrando o livro como uma unidade dramática.
Logo após, foi convidado pela Editora Planeta para escrever a Coleção "Grandes Crimes", em que romanceou os crimes que tiveram grande repercussão na sociedade brasileira, incluindo aos fatos reais situações e personagens imaginários, normalmente subtramas que envolvem a corrupção das instituições. Para essa coleção foram lançados os livros "Toupeira - a história do assalto ao Banco Central" (2010), "Richthofen -o assassinato dos pais de Suzane" (2011) e "Amor Esquartejado" (2012).
Em seu último trabalho, o romance "Matar Alguém", lançado em outubro de 2014 também pela Editora Planeta, ele abandona a narrativa de crimes verdadeiros, todavia, verifica-se na trama vários elementos que povoam o imaginário da violência urbana brasileira, como a organização criminosa PCC, o massacre de policiais na cidade de São Paulo e a relação entre a corrupção das instituições de segurança pública e a manutenção do poder pelos políticos que a administram.
Seus personagens fixos ao longo das obras são os investigadores Rodrigo, Maurício e Eduardo, figuras de caráter dúbio e amoral, ao redor dos quais orbitam outros personagens que eventualmente surgem e desaparecem, a depender do enredo, tais como delegados de polícia, políticos, criminosos, entre outros. Todos eles são apresentados com certa naturalidade para atuarem no limiar da ilegalidade, imersos em um universo de corrupção, sexo, paixão e desesperança.
Também é roteirista do premiado curta metragem Inquérito Policial nº 521/2009.
Em outubro de 2014, o diretor Fernando Grostein Andrade comprou os direitos do livro "Richthofen" para transformá-lo em um longa metragem, e terá Roger Franchini como corroteirista.

## Obras

### Livros
- Ponto Quarenta – a Polícia Civil de São Paulo para leigos (2009, relançado em 2014 pela Ed. Veneta)
- Toupeira – a história do assalto ao Banco Central (2010, Ed. Planeta)
- Richthofen – o assassinato dos pais de Suzane (2011, Ed. Planeta)
- Amor Esquartejado (2012, Ed. Planeta)
- MATAR ALGUÉM (2014, Ed. Planeta)

### Filmes
- Inquérito Policial nº 521/2009  (2010)

## Prêmios
Para o curta metragem Inquérito Policial nº 521/2009 :
- Prêmio de Melhor Roteiro no VI Curta Cabo Frio – Cabo Frio/Brasi  (2012)
- Prêmio Aquisição Porta Curtas no Festival do Rio  (2011)
- Menção Honrosa na Semana Paulista de Curta-metragem  (2012)
- Mençao Honrosa no Festival VI Montevideo Fantástico – Montevideo/Uruguai  (2012)
- Menção Honrosa no Festival Internacional de Cortometrajes de Cusco - Peru -  (2011)